# STS–107
Az STS–107 jelű küldetés az amerikai űrrepülőgép-program 113., a Columbia űrrepülőgép 28. repülése volt. Az űrrepülőgépnek a felszállás során megsérült a külső burkolata. A küldetés végén – emiatt a burkolati hiány miatt – a légkörbe belépő űrsikló belső szerkezeti elemeihez is eljutott a szélsőségesen magas hő, amely a földi légkörrel való érintkezés során keletkezett és az űrsikló a levegőben darabjaira hullott. A tragédiában hét űrhajós vesztette életét.

## Legénység
| Beosztás             | Űrhajós                           | Űrhajós                           |
| -------------------- | --------------------------------- | --------------------------------- |
| Parancsnok           | Rick Husband (2) űrrepülés        | Rick Husband (2) űrrepülés        |
| Pilóta               | Willie McCool (1) űrrepülés       | Willie McCool (1) űrrepülés       |
| Rakomány parancsnok  | Michael P. Anderson (2) űrrepülés | Michael P. Anderson (2) űrrepülés |
| Rakomány specialista | Ílán Rámón (1) űrrepülés          | Ílán Rámón (1) űrrepülés          |
| Küldetés specialista | Kalpana Chawla (2) űrrepülés      | Kalpana Chawla (2) űrrepülés      |
| Küldetés specialista | David M. Brown (1) űrrepülés      | David M. Brown (1) űrrepülés      |
| Küldetés specialista | Laurel Clark (1) űrrepülés        | Laurel Clark (1) űrrepülés        |

## Előzmények
Az STS–107 indulása rendkívül hányatott sorsú volt, összesen 13 alkalommal szenvedett halasztást. Az expedíció eredetileg 2001. január 11-i indulással szerepelt a tervekben, amelyet a halasztások több mint két évvel toltak el. A halasztások legfőbb oka a más küldetések nagyobb prioritásában volt keresendő (a 107 jelölésű út így végül a 113 jelű után következhetett el), azonban volt három technikai jellegű halasztó probléma is:
1. A Triana műhold törlése és felcserélése a Freestarral: az eredetileg tervezett a Nap-Föld rendszer L1 Lagrange-pontjába pályára állítandó napobszervatórium szerepelt a Columbia által pályára bocsátandó eszközök között, ám a Bush kormányzat megvonta a pénzügyi támogatását, és ki kellett cserélni egy másik eszközzel (a Triana végül Deep Space Climate Observatory néven 2015-ben jutott a világűrbe). Ez a csere azonban időigényes volt.[1]
2. A Columbia 1999-ben esett át egy nagyobb karbantartási műveleten, amely azonban hat hónappal tovább tartott a tervezettnél, és az azt követő repülések menetrendjében nagyobb átszervezést igényelt. Ebben az átszervezésben a Hubble űrtávcső szerviz küldetése élvezett prioritást, így a Columbia előbb az STS–109-et repülte le, majd csak ezután következhetett az STS–107[1]
3. Egy hónappal a tervezett 2002. július 19-i indulás előtt az Atlantis űrsikló hajtóművében, az áramlásjavító rendszerben repedéseket fedeztek fel (az áramlásjavító gondoskodik róla, hogy a hajtóanyag áramlása során keletkező vibrációk és kavitációk kisimuljanak, amikor az anyag belép a turbószivattyúba, segítve az egyenletes égést). Ez a probléma négy hónapra a földre rendelte az egész űrsikló flottát. Ez gondokat okozott az ISS 5-ös és 6-os számú állandó legénységének váltásában, amely szintén megelőzte az STS–107-et a probléma megoldását és a repülések felújítását követően.[1]

## A repülés

A SpaceHab az űrsikló rakterében

Az STS–107 repüléssel hosszú idő után került sor egy önálló, tudományos célú repülésre, mivel az űrsikló ezt megelőzően szinte kizárólag a Nemzetközi Űrállomás építésében és személycseréiben volt részes, egyetlen kivételtől, a Hubble űrtávcső szerviz repülésétől eltekintve. A tervek egy 15 napos repülést irányoztak elő, amelyen rengeteg – szám szerint 57 – kísérletet kívántak elvégezni, változatos témakörökben és más űrügynökségek partnerségében. Ezek nagy része a csak az űrrepülőgéppel feljuttatható, kvázi űrállomás a SpaceHab fedélzetén ment végbe, amelyet a raktérben szintén magával vitt a Columbia. A terv szerint a SpaceHab a dupla mikrogravitációs laboratóriumban a legénység 12 órás váltásokban végezte az előírt programokat. Szolgálati idejük alatt több mint 80 kutatási, kísérleti feladatot végeztek, vagy a zárt folyamatokat ellenőrizték. Tanulmányozták a Földet és a világűrt, fejlett technológia fejlesztése érdekében anyagtudományi kísérleteket végeztek. Orvosbiológiai vizsgálatokat végeztek. Kereskedelmi megrendelésre gyógyszeralapanyagot készítettek. Különféle körülmények között vizsgálták a láng viselkedését. Izraeli megrendelésre Ilan Ramon több témában (a Föld légkörének vizsgálata, meteorológiai következtetések elősegítése) végzett méréseket.
A személyzet négy tagjának ez volt az első repülése, köztük Ílán Rámón volt az első izraeli polgár, aki eljutott a világűrbe.

### A start

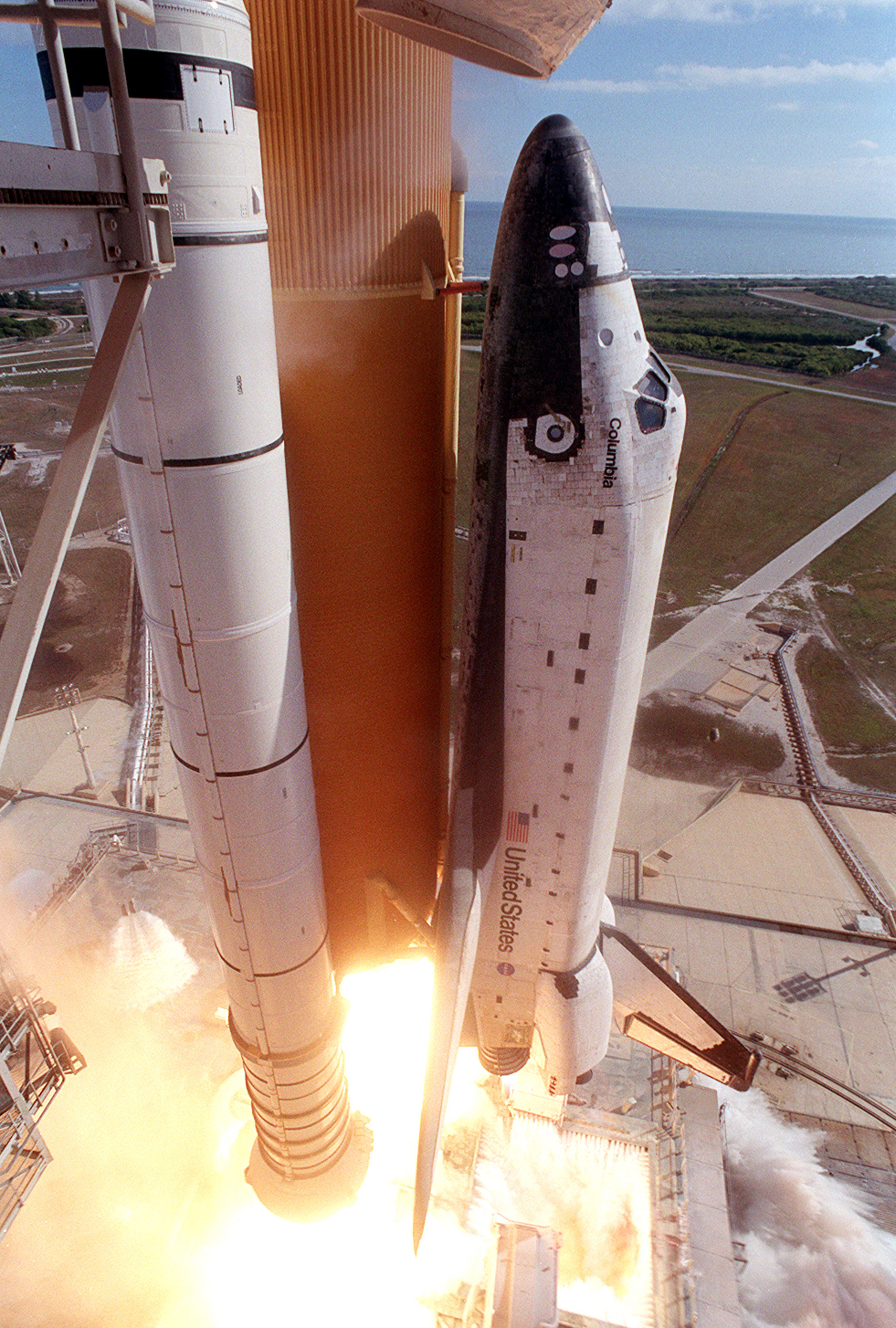
Az STS-107 startja

A számtalan halasztás után az STS–107 startjára 2003. január 16-át tűzték ki, amikor is helyi idő szerint 10:39:00-kor (15:39:00 UTC) a Columbia elstartolt Cape Canaveral 39A indítóállásáról. Az emelkedés rutinszerű, eseményektől mentes volt – legalábbis annak tűnt –, csak a később a felszállást rögzítő filmfelvételek egyikén tűnt fel, hogy az emelkedés 81,7 másodpercében apró rendellenesség történt. A külső tartály és az űrrepülőgép bal oldali bekötési csomópontja mellől egy kb. aktatáska méretű szigetelőhab darab levált, majd aláhullva a Columbia bal szárnyának belépőéléhez ütközött. A belépőélen az űrrepülőgép hővédő burkolatának legérzékenyebb elemei, az ún megerősített szén-szén panelek sorakoztak, így ezek egyikének ütközött a szigetelőhab darab. A Columbia ekkor 20 kilométer magasan járt és kb. 3013,61 km/h sebességgel haladt. A lehulló habdarab a későbbi elemzések alapján 540–860 km/h közötti sebességgel ütközött a szárnynak.
A szinte érzékelhetetlen incidenst követően a Columbia rendben a tervezett pályára áll. Az űrhajó pályája 270x285 km-es közel körpálya volt, amelyen 90,1 perc alatt tett meg egy Föld körüli fordulatot, pályahajlása pedig 39° volt.

### Föld körüli keringés
Az STS–107 űrhajósai számára meglehetősen zsúfolt tudományos programot állítottak össze, a nap mind a 24 órájában dolgoztak – váltásokban – a legénység tagjai. A munka színtere főleg a SpaceHab modul volt, de más kísérleteket is végeztek a fedélzeten.
A Spacehab kilenc kereskedelmi célú rakományt vitt magával, amelynek keretében 21 kísérletet végeztek el. Emellett utazott az Európai Űrügynökség négy rakománya, 14 kísérlettel, illetve a NASA 19 rakománya, amelyből egyet a Nemzetközi Űrállomás kockázatenyhítési programjához használtak, 18-at (23 kísérlettel) pedig a NASA Office of Biological and Physical Research (Biológiai és Fizikai Kutatások Irodája) megbízásából juttattak fel.
A fizikai kutatások szekcióban három tanulmány készült egy nagy, robusztus kamrában végzett kísérletek felhasználásával, amely az égés folyamatát, illetve annak kioltását kutatta mikrogravitációban. Egy másik kísérlet során különböző szemcsés anyagok viselkedését vizsgálták szintén a gravitáció jelenléte nélkül, amelyek az építőipari tevékenységhez nyújtottak információt, hogyan használhatók hatékonyabban anyagok olyan helyeken való építmények alapozásához, ahol a földrengések, vagy földcsuszamlások gyakoriak. További kísérletek zajlottak a zeolit kristályok kialakulásának felmérésére, illetve arra vonatkozólag, hogy milyen kémiai reakciók tudják gyorsítani ezeket a folyamatokat.
A biológiai kísérletek között két OBPR (Office of Biological and Phísical Research) sejttenyésztési kísérlet zajlott, szintén a súlytalanság körülményei között, amelyben különböző sejtkultúrákat növesztettek, hogy kutassák miként nyerhető megnövelt genetikai karakterisztikájú sejtállomány – az egyikben a prosztatarák elleni védekezés, a másikban pedig a terméshozam növelése volt a fő célterület. Egy másik kísérlet volt olyan protein kristályok növesztése, amelyek tisztábban előállíthatóak, mint a Földön és általuk hatékonyabb gyógyszerek állíthatóak elő, kevesebb mellékhatás mellett. További kereskedelmi célú kísérletek is zajlottak a protein kristályokkal, amelyek rák elleni terápiákat kutattak. Egy másik kísérletcsoport szintén rák elleni szerek fejlesztésével foglalkozott, hogy hogyan zárható hatékonyabban valamilyen tokba a gyógyszer úgy, hogy az növelje a hatóanyag hatékonyságát.
Olyan biológiai kísérletek is zajlottak, amelyek inkább voltak megfigyelés jellegűek és az űrrepülés szervezetre gyakorolt hatását vizsgálták. Ilyenek voltak a keringési rendszer és az izomrendszer változásait megfigyelő kísérletek. Az Európai Űrügynökségnek végzett kísérletek között volt egy szintén az űrhajósok egészségügyi paramétereit vizsgáló megfigyeléssorozat, amely szintén az űrrepülés emberi szervezetre gyakorolt hatásait vizsgálta. Ennek keretében az ESA hétféle megfigyelést végzett, keringési, csontformálódási, immunrendszer működési és bakteriális témakörökben.
További partneri megállapodások alapján is történtek kísérletek:
- A Kanadai Űrügynökség három csontnövesztési kísérletben és az ESA kísérleteiben is részes volt
- A Német Űrügynökség számára halak gravitáció érzékelésének megfigyelését végezték súlytalanságban
- Egyetemi megbízásból is végeztek ultra tiszta protein kristály növesztést, gyógyszer fejlesztési célzattal
- A US Air Force (Egyesült Államok Légiereje) kommunikációs kísérleteket végeztetett[4]

Az STS–107-tel jutott fel a FREESTAR kísérlet is, amely egy korábban tervezett, de elhalasztott műhold helyett utazott. A FREESTAR a xenon-2 gázizotóp kritikus viszkozitását kutatta. További kísérleti eszközök voltak az izraeli Mediterranean Israeli Dust Experiment (MEIDEX), a Space Experiment Module (SEM–14), a Solar Constant Experiment (SOLCON–3), Shuttle Ozone Limb Sounding Experiment (SOLSE–2) és a Shuttle ionospheric Modification with Pulsed Local Exhaus Experiment (SIMPLEX), vagy a Ram Burn (RAMBO)
A kísérletek sikerrel végbementek, ám a leszállás során bekövetkezett katasztrófa következtében a kísérleti anyagok mind odavesztek.

### A leszállás közbeni katasztrófa
Az STS–107 expedíció egy sikeres repülést követően 2003. február 1-jén készült hazatérni, amelyet a Kennedy Űrközpont leszállópályáján terveztek kivitelezni. Ehhez az űrhajósok az irányítóközponttól kapott leszállási engedély birtokában kicsit több, mint egy órával a tervezett leszállási idő előtt az Indiai-óceán felett beindították a fékező hajtóműveket, amellyel a Columbia letért a Föld körüli keringési pályájáról és elkezdett süllyedni, hogy alámerüljön a légkörbe. Ekkor semmilyen formában nem volt jelen a műveletek végrehajtása során a felszállásnál észlelt szigetelőhab leválás problémája, a szokásos rutin szerint hajtották végre a műveleteket. A Columbia a Csendes-óceán felett érte el a szakzsargon által Entry interface (EI – Légkörbelépési Pont) nevű pontot, amikor a légkör jelenléte és fékező hatása észrevehetővé vált. Hamarosan megjelent az űrhajó körül a plazma, a levegő sárgás-vöröses izzása.
A plazma megjelenését követően rövidesen az űrhajó érzékelőin feltűnt az első gyanús jel, hogy valami nem megfelelően történik: egy szenzor rögzítette, hogy a bal szárny főtartója a normálisnál nagyobb feszítőerőt szenved el (valószínűleg a szárnyon keletkezett sérülés miatt ott nagyobb légellenállás keletkezett és így aszimmetrikusan lépett fel a közegellenállás a két szárnyon, jobban terhelve a bal oldalt). Ezt követően rövid idővel egymás után sorban több hőmérséklet érzékelő is kedvezőtlen értékeket kezdett mutatni a szárny belsejében, majd – az aszimmetrikus légáramlás miatt – az űrhajó kezdett elfordulni a saját hossztengelye körül, amelyet még ideig-óráig az automata rendszer kompenzálni tudott.
Az űrsikló közben átlépett Kalifornia partvonala fölött és a kontinens szárazföldje fölött folytatódott a repülés, miközben a földi megfigyelők törmelékdarabokat láttak leválni az űrsiklóról. Sorban egyre több hőmérséklet érzékelő mondta fel a szolgálatot ekkor (a forró levegőt szállító légáramlás belépett a szárny belsejébe és átégett az érzékelők vezetékezését). Az irányítás akkor kezdett el foglalkozni a problémával, amikor a bal főfutó keréknyomását jelző műszer jelezte, hogy a kerékből elillant a nyomás (amely normál körülmények esetén lehetetlen volt). Éppen a legénységgel akarták megbeszélni, a látott műszerértékeket, amikor a parancsnok rádióforgalmazása („...Vettem, öööö, b...–Roger, uh, buh...”) váratlanul félbeszakadt. Eközben a földi megfigyelők sorozatban több szokatlan törmelékleválást figyeltek meg, igaz, hogy ezek a megfigyelések nem jutottak el a NASA-hoz csak jóval a repülést követően, a baleseti kivizsgálásnál rögzítették őket. A rádióadás megszűnésekor a telemetriai adatok egy darabig tovább áramlottak (és megdöbbentő értékeket közvetítettek), majd a telemetriai adatfolyam is megszakadt.
A leszállási pont, Cape Canaveral időzónája szerint 9:00:21-kor a szárny belsejébe bejutó forró levegő sugara átégette a szárny főtartóját, amitől a szárny letörött, az így repülésre alkalmatlanná vált szerkezet pedig vadul kaotikus forgásba kezdett és a fellépő légerők darabjaira törték az űrhajót. A texasi Fort Hood közelében a felettük áthúzó űrrepülőgépet filmező Apache helikopter pedig filmre vette, hogy az űrhajó egységes kondenzcsíkja több részre válik és izzó darabok hullanak alá az égből.
Az irányítás egy ideig a rádió és telemetriai adás megszűntét, illetve az azt megelőző baljós műszerjelzések elemzését végezte, majd levonták a következtetést, hogy az adás végleg megszakadt, komoly baj történt az űrhajóval a visszatérés során. Közben befutottak a jelentések az űrhajó szétesését mutató földi megfigyelésekről is és ebből az irányítás tudta, hogy elvesztették a Columbia űrrepülőgépet és legénységét, majd megindították az ilyenkor szokásos vészhelyzeti procedúrát.

## A legénység sorsa
A Columbia szétesése halálos körülményeket teremtett az űrhajósok számára. Elvileg viták övezik, hogy a legénység meddig élhetett még. A megfigyeléseken alapuló tények azt mutatják, hogy az űrsikló szétesése a keleti parti időzóna szerinti 9:00:21-9:00:25 (14:00:21-14:00:25 UTC) közötti idősávban ment végbe, de ekkor még a legénységi kabin viszonylagos épségben tört le az űrhajó törzséről és hővédelem híján még kb 30-40 másodpercig tartott, amíg a hőmérséklet annyira ellágyította a szerkezetét, amíg az teljesen össze nem tört, megfigyelések szerint kb. 9:00:57-kor (14:00:57 UTC). A Challenger-katasztrófánál a kabin egészen az Atlanti-óceánba csapódásig épségben maradt, valamennyire védve az űrhajósokat (sőt lényegében a tengerfenékre süllyedve is egészben találták meg, mind a hét űrhajós holttestével), azonban a Columbia esetében a robusztusabb felépítés ellenére ez az űrhajókomponens is darabokra hullott, így az űrhajósok akár még élve, akár már csak a holttestük, ki voltak téve a külső körülményeknek. Az űrhajó a szétesése pillanatában 62 000 méter magasan járt, sebessége pedig még mindig elérte a 16 Mach-ot. Egyes elemzések szerint az itt ható erők még nem lehettek felelősek a teljes szétesésért, mivel a légkör itt még olyan ritka, hogy a 16 Mach ellenére az űrhajó testét csak olyan aerodinamikai erők érték, mintha a Cape Canaveralon levő leszállópálya tengerszinten levő betonján egy 5-ös erősségű hurrikán 270 km/h-s szelei érték volna, amely erő komoly károsodásokhoz ugyan elegendő, ám a teljes széteséshez nem. Az így nagyobb darabokra törött géptestnek lejjebb kellett még süllyedni az atmoszférában, hogy olyan erők lépjenek fel, amelyek tovább „darabolták” az űrhajót. Így lehetséges, hogy a kabin is csak bizonyos idő elteltével törött további darabokra, a végeredmény azonban ugyanaz volt: az űrhajósok egy idő után ki voltak téve a még mindig halálos külső körülményeknek.
2008-ban a NASA kibocsátott egy jelentést, amely részletesen foglalkozott a Columbia visszatérésekor a legénység túlélési esélyeinek, vagy annak hiányának leírásával. 2014-ben egy újabb NASA jelentés látott napvilágot, amely részletesen taglalta a Columbia katasztrófa repülőorvosi aspektusait. Ezek a következők voltak:

### Kihermetizálódás
Különböző földi megfigyelésekből, telemetriai adatokból összeállított eseménysor alapján megállapítható volt, hogy a Columbia utaskabinjában az irányíthatóság elvesztését követően a kabinnyomás még egy ideig normális maradt, így a legénység cselekvőképes maradt. Az adatok alapján a legénység meg is próbálta visszaszerezni az irányítást az űrrpülőgép felett. Ahogy aztán az űrsikló kikerült az irányítás alól, jobbra kezdett dőlni, amely az alsó oldalának extrém aerodinamikai hatások alá kerülését jelentette, amelyek aztán össze is törték a gép szerkezetét. A kabin kihermetizálódása akkor kezdődött, amikor az űrhajó orrszekciója levált a törzsközéprészről, nagyjából 41 másodperccel azután, hogy az űrhajó feletti irányítás elveszett. A legénységi kabin összeütközött a törzs másik részével, amelynek nyomán rés keletkezett rajta, így a kabinnyomás elillant. A kihermetizálódás üteme ekkor olyan gyors volt, hogy a legénység másodperceken belül elájult, és még arra sem volt képes ennyi idő alatt, hogy a sisak ellenzőjét lezárják. A legénység tagjai elvesztették az eszméletüket, majd rövid idő alatt tüdőtáji barotraumát szenvedtek el a vérben megjelenő gázbuborékok okozta keszonbetegség és légzési elégtelenség mellett.

### A normálistól merőben eltérő dinamikus g környezet
A törzsről levált kabin szekció a leválás után mindhárom tengelyen kaotikus mozgásba kezdett. A legénység (addigra eszméletlenül, vagy éppen már holtan) képtelen volt megtámaszkodni ezeknek a mozgásoknak az ellenében, valamint az őket védő eszközök is sérüléseket okoztak számukra:
- A felső testet védő biztonsági övek hiányosságai: a legénység tagjainak felsőteste szabadon mozgott az ülésekben, mivel az övfeszítés sebessége alatta volt a kabin mozgásának tehetetlenségi erői által előállított gyorsulásoknál, illetve az övek megengedték az oldalirányú mozgásokat is. Az emberi maradványokon (karokon, lábakon) megfigyelt törések is erre utaltak.
- A nem teljesen megfelelő sisakok alkalmazása: a versenyzésben használt bukósisakokkal ellentétben az ACES űrruhák sisakjai engedték a fej mozgását a sisakon belül, ezzel tompa sérüléseket okozva a fejen. A sisakgyűrűk ráadásul alátámasztási pontként viselkedtek nyakszirti, hátgerincet érintő erőhatásoknak, amikor az űrhajósok koponyája például hátrabicsaklott. Ráadásul, amikor a szélerők letépték a sisakot az űrhajósok fejéről, akkor pedig különböző csavaró erők léphettek fel.[8][9]

### A legénység tagjainak kikerülése az űrkabinból és az üléseikből
Amikor a legénységi kabin szétesett, az űrhajósok kikerültek a védelme alól. Egyrészt a biztonsági övek halálos traumát okoztak ahogy a légerők rángatni kezdték az űrhajósok testét, másrészt a – valószínűleg eszméletét vesztett, vagy akár halott – űrhajósok ki voltak téve az ellenséges környezetnek, a majdnem oxigén nélküli légkörnek, az óriási hőmérsékletnek és a körülöttük zuhanó, néha hozzájuk is ütköző, izzó Columbia roncsoknak.

### A nagy sebességű és nagy magasságú környezeti feltételeknek való kitettség
Ahogy az űrhajósok kikerültek az összetört kabinból, szembe kellett nézniük azzal, hogy a légköri nyomás töredéke volt annak, amit még az emberi test tolerálni tudott, annak a kevés nyomásnak is az oxigéntartalma is hasonlóan kicsi volt, illetve a külső hőmérséklet rendkívül alacsony volt, miközben a lassulás folytán rendkívül magas hőmérséklet ölelte körül őket. A NASA szerint, bár az ACES űrruhák nem voltak minősítve ilyen körülményekre, ám vélhetően alkalmasak voltak megvédeni a bennük levő emberi testet 30000 méter fölött is. A megtalált maradványok azonban azt mutatták, hogy az úrruhák már korán, valószínűleg a kabin szétesésekor megsérültek, átégtek. Emberi szövetmintákban egyértelműen azonosították a keszonbetegség jeleit, azaz az űrhajósok ruhája szükségszerűen nem zárt tökéletesen.

### Földnek ütközés
A végső tényező a földnek ütközés volt. Ha még valahogy túlélte volna valamely űrhajós az összes addigi halálos hatást az űrhajó szétesésétől kezdve egészen a földfelszínre zuhanásig, az utóbbi bizonyosan nem lett volna túlélhető, semmiféle védőfelszerelés nem mentette volna meg egyikük életét sem. A földnek ütődés okozta halál ellen szól a megtalált emberi maradványok állapota – a keresőcsapatok találtak külön lábakat, kezeket egy koponyát, egy szivet, részleges emberi felsőtestet, stb. – amely alátámasztotta, hogy a legénység legtöbbje már a levegőben halálos sérüléseket szenvedett. Habár, ahogy a rádióbeszélgetésekből kiderült, egyik-másik űrhajós nem viselt kesztyűt, vagy sisakot a baleset pillanatában, esetleg nem volt megfelelően bekötve az ülésébe, ez a tény semmit sem tesz hozzá, vagy vesz el a túlélhetőségi körülményekhez, legfeljebb az, akinél tökéletesen megtörténtek az elővigyázatossági intézkedések (a beöltözés és az ülésbeli pozíció), annak néhány másodperccel meghosszabbodott az az idő, amíg még élt, vagy eszméleténél volt.